# Torno
Torno (Turnu in dialetto comasco, AFI: /ˈturnu/) è un comune italiano di 1 037 abitanti della provincia di Como in Lombardia. È stato insignito della Bandiera arancione del Touring Club Italiano. Insieme al Comune di Blevio costituisce l'Unione dei Comuni Lombarda Lario e Monti.

## Geografia fisica
Il paese è adagiato su un promontorio roccioso che, situato lungo la sponda interna del Lario occidentale, chiude il bacino più meridionale del ramo comasco del Lago in un anfiteatro.

## Etimologia
Secondo alcune ipotesi, Torno deriverebbe dal toponimo celtico Turn, ossia "svolta", e potrebbe indicare o il fatto che il lago faccia una svolta attorno al promontorio che ospita il paese oppure il profilo tondeggiante del colle che sovrasta l'abitato. Riscontro della prima ipotesi si troverebbe nella descrizione fornita dallo storico del XVI secolo Roberto Rusca, il quale riporta che «il lago gli è a torno, circondandolo come per isola».
Secondo altre ipotesi, il toponimo sarebbe invece di origine etrusca e deriverebbe o dal nome del dio Turnus (quello che per i romani sarà Mercurio) o dal fatto che, come riportato dall'autore Settecentesco Anton Gioseffo Della Torre di Rezzonico, «Torno [...] si dice abbia avuto dai Tusci il nome di un loro antico re».
Un'ulteriore ipotesi ricercherebbe l'origine nel verbo latino tornāre (tornire).

## Storia
Torno risultò essere già abitata in epoca pre-romana.
In epoca imperiale, gli scrittori Plinio il Vecchio e Plinio il Giovane descrissero la presenza, in territorio tornasco, di una fonte intermittente di natura carsica (situata in corrispondenza di Villa Pliniana).
In seguito alla caduta dell'Impero romano d'Occidente, il territorio fu occupato da popolazioni di origine d'oltralpe. A testimonianza di tale occupazione, rimangono oggi i cosiddetti massi avelli.
Gli annessi agli Statuti di Como del 1335 citano il "comune burgi de Turno" come la comunità che, all'interno della Pieve di Zezio, aveva in carico la manutenzione del tratto di via Regina che andava dal "ponte de Cantono de Cernobio in sursum" al "cantonum domus Passaronorum […] de Pizo". Nel 1404 al comune di Torno venne concessa la cittadinanza comasca con gli annessi privilegi, mentre nel 1439 la comunità venne compresa nell’estimo della città di Como.
Tra i secoli XIII e XVI, sotto impulso di religiosi dell'ordine degli umiliati, Torno divenne un rinomato centro manifatturiero di panni di lana. La ricchezza del paese, che arrivò a contare circa 5 000 abitanti, alimentò una rivalità con Como, che sfociò in cruente battaglie. In questo contesto, Torno si alleò con i francesi, mentre i Comaschi avevano dalla loro gli Sforza e gli Spagnoli. Il 7 settembre 1515 si registrò il sacco di Torno da parte degli Sforza e degli Svizzeri, mentre l'11 giugno 1522, per ordine del governatore sforzesco di Como (nonché marchese di Villachiara) Bartolomeo Martinengo, le truppe di comaschi (guidati da Domenico il Matto) e di Spagnoli attuarono la distruzione del paese. A testimonianza di queste battaglie, nel 1870 dai fondali del porto di Torno furono riportate alla luce alcune armi risalenti ai secoli XIII-XVI, oggi conservate al Museo Giovio di Como. Sempre nel porto, che in epoca medievale era fortificato, nel 1995 fu ritrovata una punta di lancia lunga ben 44 cm, oggi esposta presso la sede del comune di Torno.
La distruzione del 1522 decretò la fine dell'industria della lana e l'inizio di una massiccia emigrazione dei tornaschi, in un primo momento diretti verso la zona più settentrionale del Lario, verso il luganese e verso il bergamasco. Quando nel XVII secolo tutto il territorio lariano andò incontro a una profonda crisi economica, i migranti si diressero soprattutto verso i territori francesi e tedeschi.
Sempre inserito nella pieve di Zezio ancora nel 1538, nel 1652 il comune di Torno risulta facente parte delle cosiddette "Cinque terre" unite alla città di Como. Cent'anni dopo, la comunità tornasca risulta essersi redenta dall'infeudazione, redenzione per la quale nel 1751 risulta ancora soggetta a un pagamento quindecennale. Cinque anni più tardi, il comune venne inserito all'interno della nuova Pieve di Zezio superiore, della quale fece parte fino alla fine del XVIII secolo.
Un decreto di riorganizzazione amministrativa del Regno d'Italia napoleonico datato 1807 sancì, per Torno, l'annessione dei soppressi comuni di Blevio e di Molina. L'aggregazione fu tuttavia cancellata dalla Restaurazione.
Durante i moti e le guerre risorgimentali, il sacerdote tornasco Tomaso Bianchi fu rinchiuso nelle carceri politiche a Milano, ove morì il 30 luglio 1834.
In seguito all'unità d'Italia, Torno seguì le vicende nazionali.
Nel 1920, a Torno venne fondato il Gruppo Alpini di Torno, il primo in Italia dell’Associazione Nazionale Alpini.

### Simboli
Lo stemma di Torno, privo di formale decreto di concessione, prevede uno scudo azzurro con al centro un cerchio dorato, simbolo dell'anello a cui una volta si agganciavano le imbarcazioni. A sinistra e a destra dello scudo si trovano rispettivamente lettere T e O, iniziale e finale della parola "Torno", collocate alla stessa altezza del cerchio dorato. Le lettere sono sormontate e sottolineate da segni diacritici, cioè di abbreviazione. Nella parte inferiore dello stemma ai lati dello scudo, si trovano alcuni ramoscelli.
Un'antica testimonianza dello stemma di Torno si può trovare in un sigillo di cera gialla affisso a un documento datato 26 gennaio 1567, nel quale uno dei “Sindici” di Torno comunica ai Deputati della Sanità «no esserli peste” in paese». Originariamente, lo stemma non comprendeva né i ramoscelli, aggiunti nel XIV a ricordo delle vittorie dei Tornaschi, né le lettere T-O; ai piedi dello scudo trovava posto il motto "Concordia".

## Monumenti e luoghi d'interesse
Torno è uno dei più caratteristici paesini che si affacciano sul Lago di Como, con le sue semplici case, i ristoranti, i caffè. Nella parte più alta, il paese che ha mantenuto le forme del borgo antico nelle strade strette ed erte che si snodano nel centro storico, lasciando intravedere a tratti il luccicare del lago.

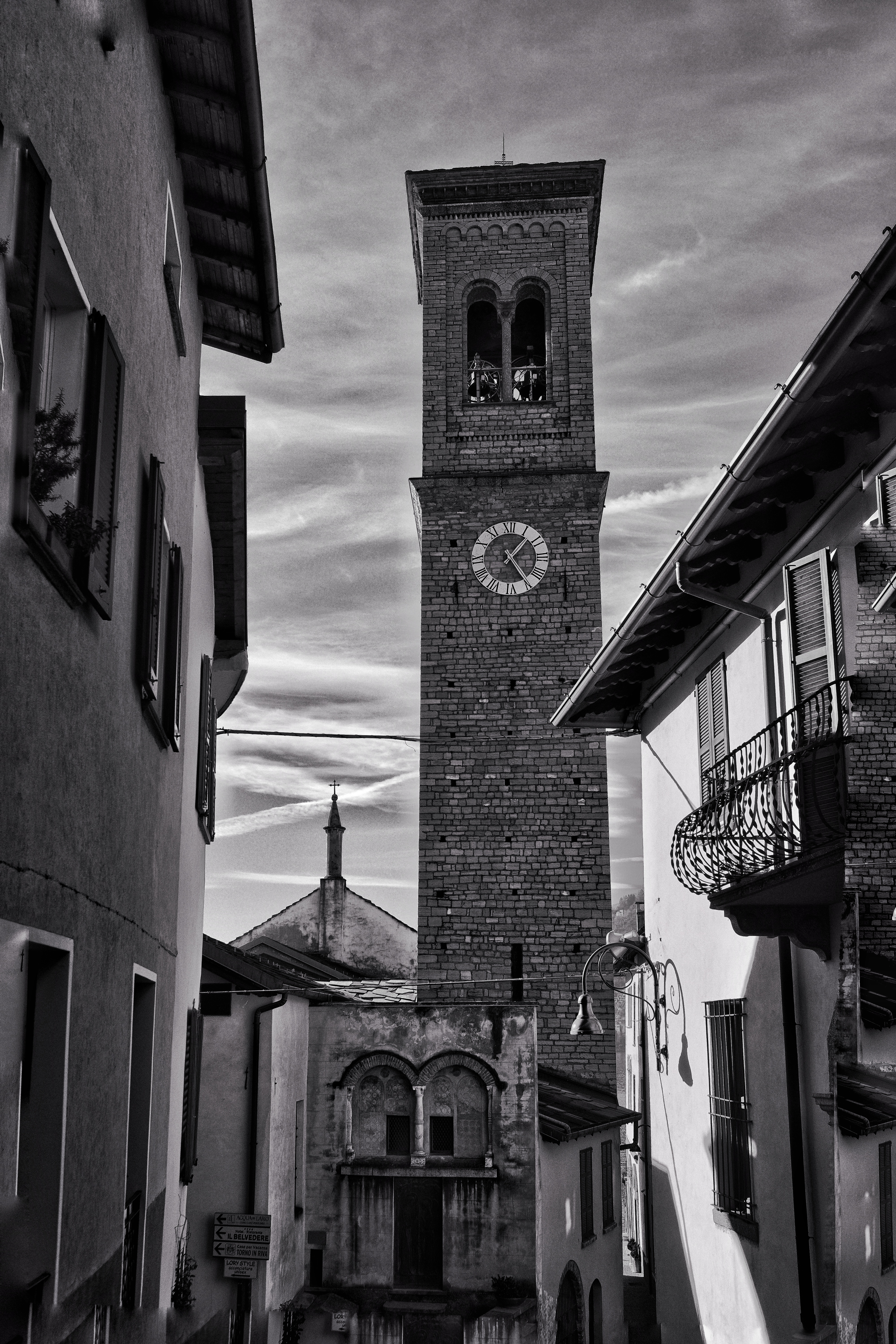
Il campanile della chiesa di Santa Tecla

### Architetture religiose

#### Chiesa di Santa Tecla
La parrocchiale di Santa Tecla si affaccia sulla piazzetta del porticciolo. La chiesa, di origini romaniche, è attestata alla fine del XIII secolo e citata come sede di una parrocchia già nel 1451. L'edificio, oggetto di importanti interventi di ristrutturazione avvenuti tra i secoli XIX e XX, è affiancato da un elegante campanile e decorato da un bel portale in marmo a sguancio e colonnine del 1480 con un imponente rosone centrale gotico.

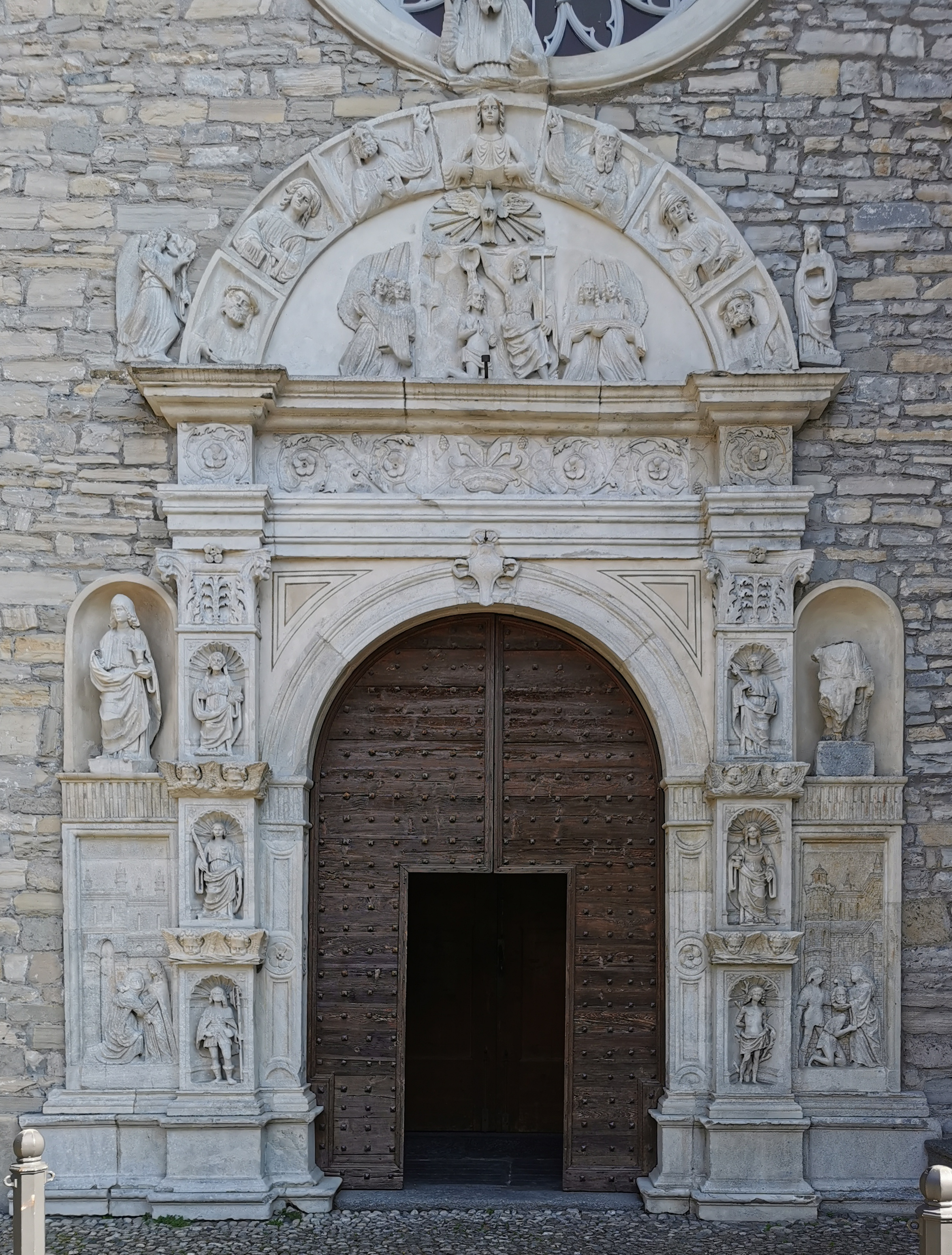
Portale della chiesa di San Giovanni

#### Chiesa di San Giovanni Battista del Chiodo
Accanto al monumentale Cimitero e Parco delle Rimembranze, in una privilegiata posizione panoramica, si trova la trecentesca chiesa di San Giovanni Battista del Chiodo, ricca di decorazioni pittoriche e scultoree. È una chiesa rinascimentale ad archi trasversi bicolore, affiancata da una solida torre campanaria romanica del XII secolo con un portale marmoreo rinascimentale, finemente intagliato, ricco di statue, fregi e bassorilievi e attribuibile ai fratelli Rodari, autori delle porte del Duomo di Como verso la fine del XV secolo.
All'esterno della chiesa, un bassorilievo alla destra del portale raffigura la scena dell'assassinio di San Giovanni Battista.
All'interno della chiesa, che si presenta come un edificio a navata singola, la parete sinistra ospita due tombe datate rispettivamente 520 e 527. L'affresco realizzato sui contrafforti della porzione di destra risale al XV secolo. Più tardive sono le pitture barocche che ornano il presbiterio. Da segnalare, all'ingresso della chiesa, un'antica acquasantiera in pietra, sulla quale è scolpita una croce trilobata.
La chiesa deve la sua popolarità alla presenza di un Chiodo che la tradizione vuole provenire dalla croce di Cristo; la reliquia sarebbe giunta a Torno nel 1099 per mano di un arcivescovo tedesco di ritorno da una crociata. La custodia della reliquia fu realizzata tra la seconda metà del XVI secolo e i primi anni del XVIII.

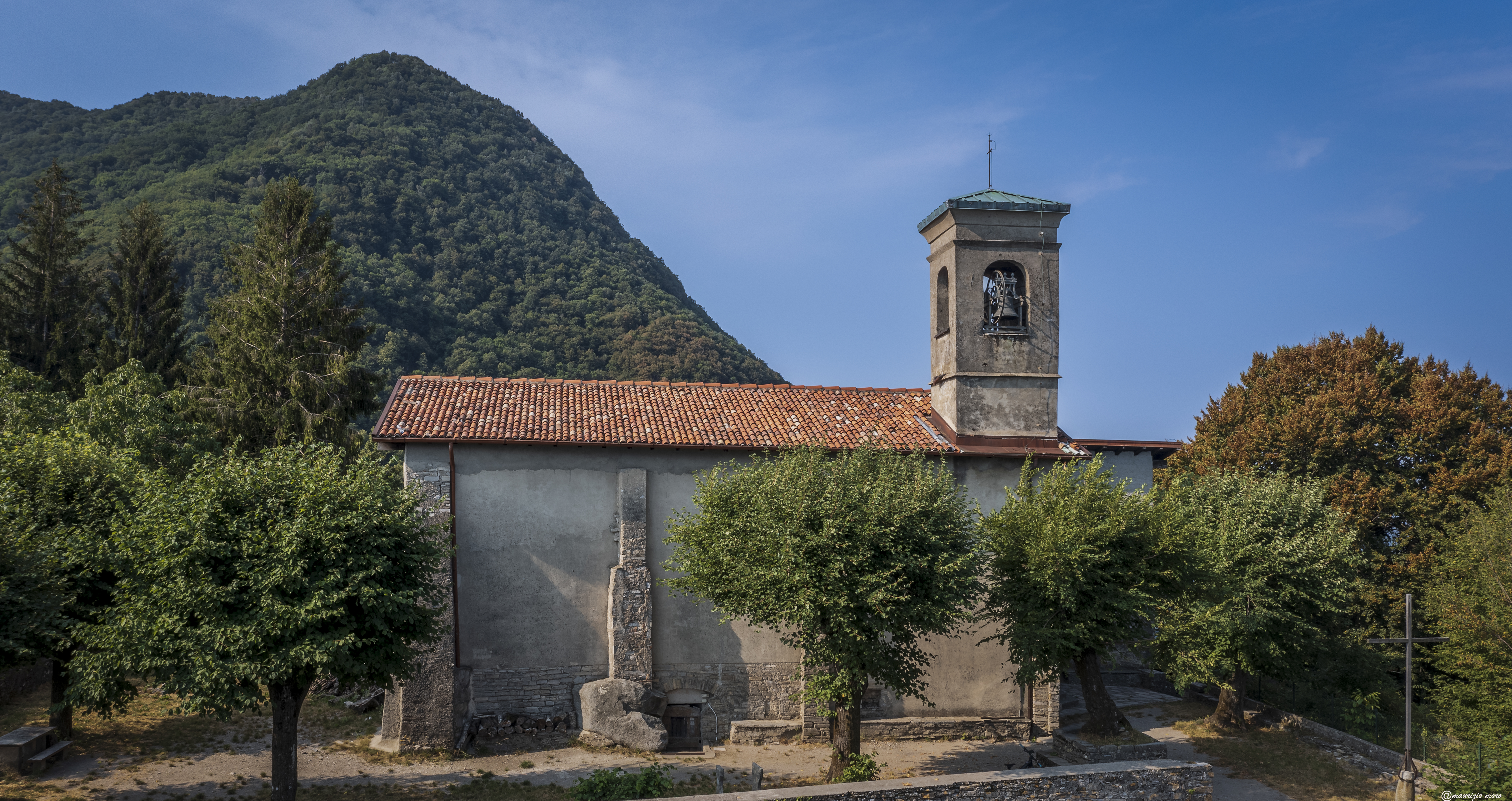
Chiesa di Santa Elisabetta

#### Chiesa di Santa Elisabetta
Sopra Torno, a un'altitudine di circa 600 metri, è situata la località Montepiatto nella quale si trova una chiesetta dedicata a Santa Elisabetta in una posizione panoramica. La chiesa, con annesso convento che risale al XVI secolo, venne eretta in onore di Maria a protezione del paese e fu gestita prima da una confraternita attestata già nel 1488 e poi, dal 1507, da monache di clausura. Dopo i saccheggi che Torno subì per opera degli Svizzeri nel 1515 e dei Comaschi alleati agli Spagnoli nel 1522, il monastero venne definitivamente chiuso con Carlo Borromeo, che sul finire del secolo fece trasferire le ultime monache di Montepiatto nella loro casa madre sita presso il Sacro Monte di Varese. La chiesa fu presidiata da eremiti, a più riprese, fino alla metà del XVIII secolo. Nel 2023, il campanile e la copertura della chiesa sono stati sottoposti a un intervento di ristrutturazione.

#### Oratorio di San Giorgio
La località Perlasca ospita l'oratorio di San Giorgio, edificato nel 1850 dalla famiglia Taverna in sostituzione di un'omonima chiesetta romanica aperta al pubblico che fino ad allora era situata all'interno di Villa Tanzi.

### Aree naturali e siti archeologici

#### I Massi Avelli
L'ampia mulattiera acciottolata che parte da Torno procede in leggera salita, affiancata da campi terrazzati e vecchi cascinali e offrendo vasti scorci panoramici sullo scenario del lago in direzione nord. Dopo aver superato un arco in pietra, la Porta Travaina, di probabile origine romana, la mulattiera per la località Piazzaga si addentra in un suggestivo valloncello dalla vegetazione lussureggiante. Si giunge a un ponte in pietra che scavalca lo spumeggiante torrente della Valle di Travaino: le ripide pareti rocciose suggeriscono quel tipo di paesaggio che piaceva ai grandi artisti romantici, come Caspar David Friedrich, che ne avrebbe tratto dei disegni stupendi. Oltre il ponticello ci si trova di fronte a un bivio: qui vale la pena di fare una deviazione e prendere a sinistra per andare a vedere certi interessanti massi avelli, ricavati da grandi massi erratici che si trovano numerosi in questa zona. Alcuni massi erratici di serizzo ghiandone sono stati scavati e trasformati già a partire dall'epoca preistorica come sepoltura: sono l'Avello del Maas, l'Avello di Rasina, l'Avello delle Piazze (dalla località Piazz che lo ospita), l'Avello Negrenza, l'Avello delle Cascine di Negrenza.

#### La Pietra Pendula e la Roccia di San Carlo Borromeo

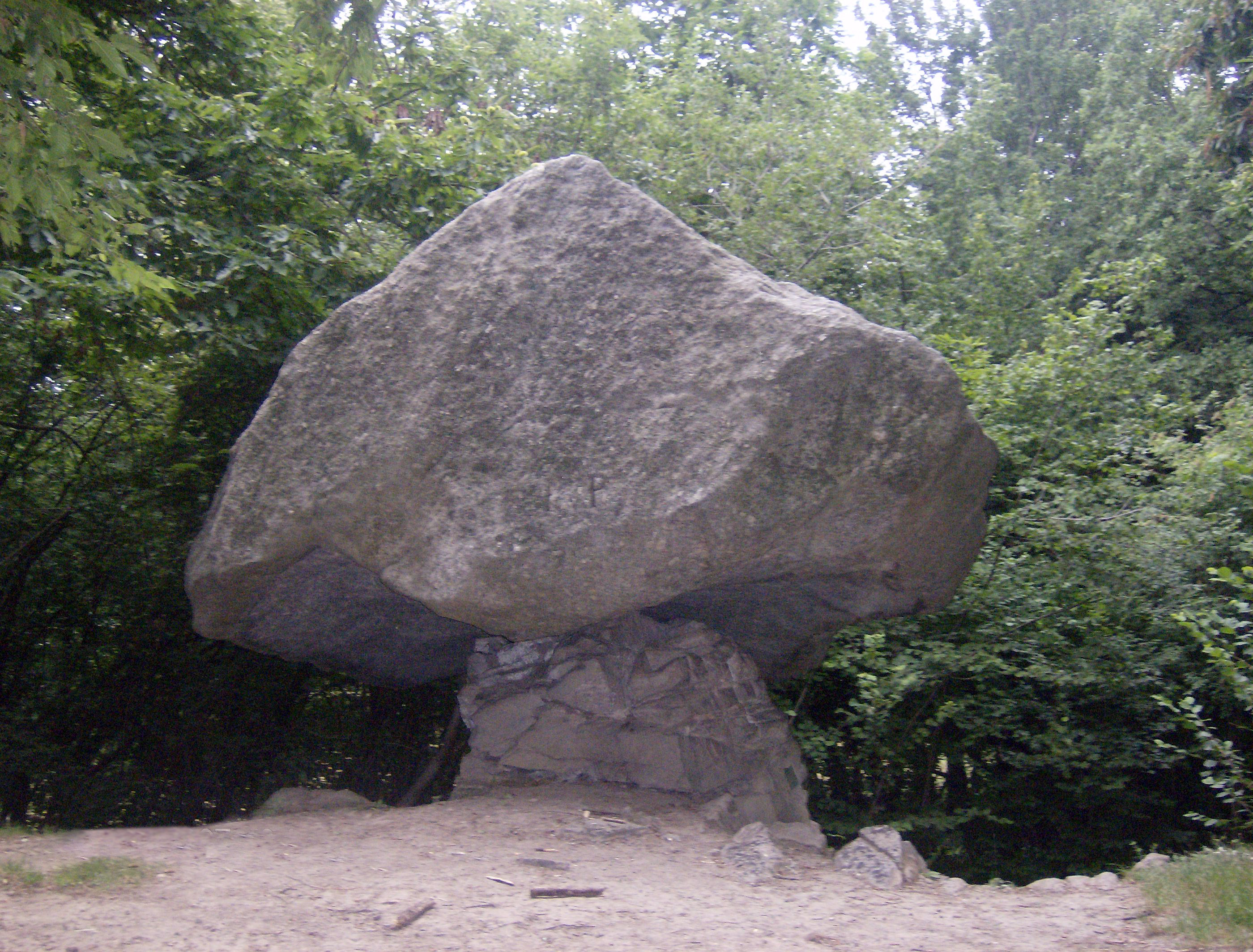
Pietra Pendula

I massi erratici sono massi isolati di notevoli dimensioni, trasportati dai ghiacciai provenienti dalla Valtellina e dalla Val Chiavenna durante le epoche delle grandi glaciazioni e depositati sul terreno calcareo prealpino con lo scioglimento dei ghiacci. Nel Triangolo Lariano ne esistono moltissimi come testimoni degli sconvolgimenti climatici e delle grandi colate glaciali del Quaternario. Questi enormi massi sono stati usati dai romani e dai cristiani per ricavarne tombe, cippi, steli, altari, capitelli e come materiale da costruzione.
Un grande masso erratico si può trovare a Montepiatto, in una radura del bosco a poche decine di metri dalla chiesa di Santa Elisabetta. Questo trovante, denominato Pietra Pendula, si presenta come un enorme fungo che si staglia nel bosco in bilico precario su un altro sasso calcareo di dimensioni decisamente inferiori. Proveniente dalla Val Masino, questa pietra ha una gemella sul massiccio del Fichtelgebirge, in Germania.
Sulla mulattiera che dalla parte bassa di Torno porta alla Pietra Pendula si incontra un altro masso erratico chiamato la Roccia di San Carlo Borromeo, legato a una leggenda secondo la quale il Santo vi spiccò il volo insieme con le monache del convento di Montepiatto, salvato dalla peste nel 1598, e ricomparve al Sacro Monte di Varese presso la casa madre delle suore. Giunti a Montepiatto attraverso la mulattiera, sulla destra si incontra una parete rocciosa (detta della fonte del Pezzöö) che presenta una fenditura rassomigliante una mano. Secondo un'altra leggenda, lo stesso san Carlo avrebbe appoggiato la mano sulla parete rocciosa per far scaturire dalla fenditura dell'acqua per dissetarsi.
Sia la Pietra Pendula che la Roccia di San Carlo Borromeo sono ubicati lungo un percorso pedestre di notevole suggestione, anche ma non solo per i panorami che si aprono sulla zona del Lario.

### Architetture civili

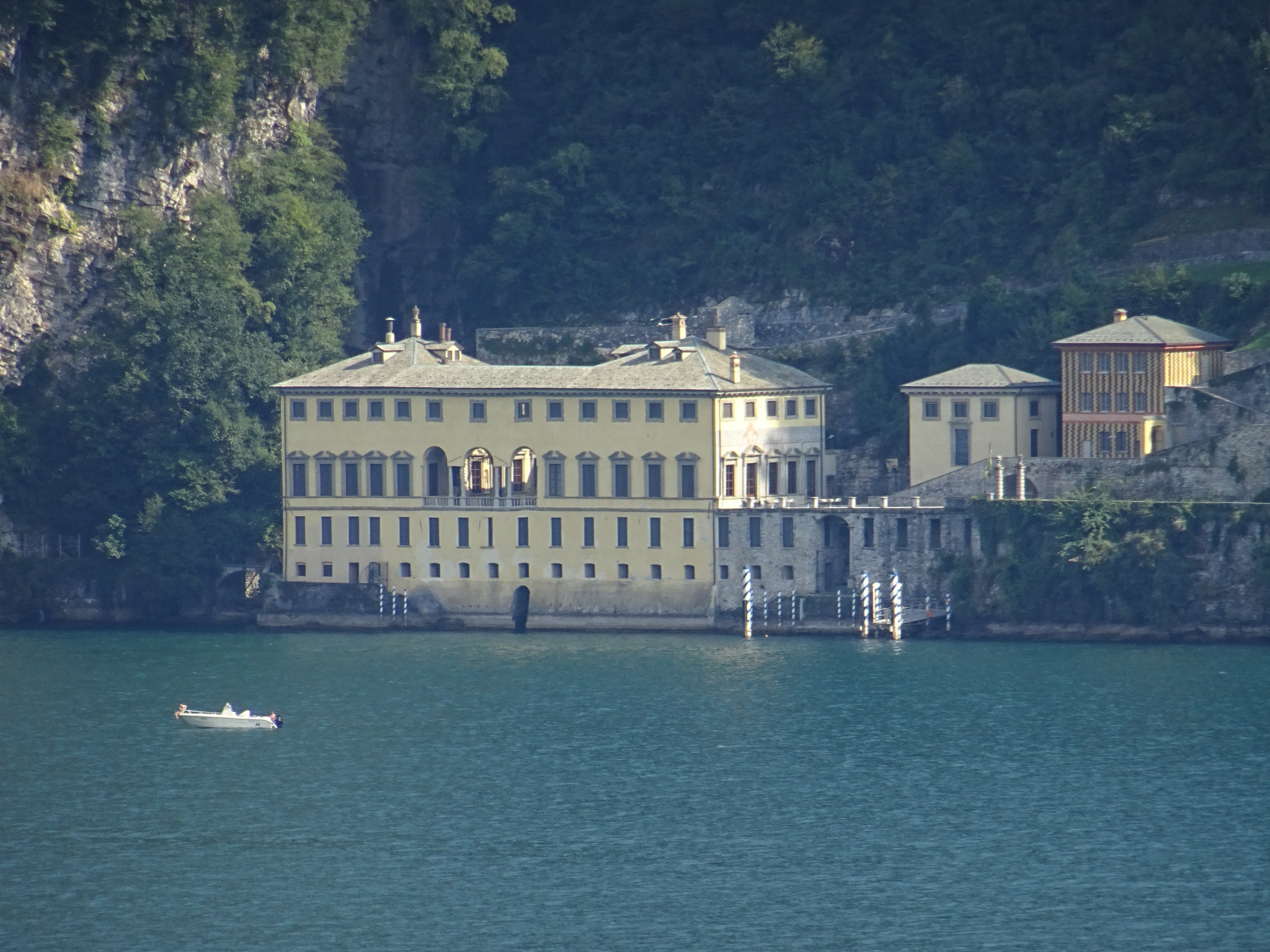
Villa Pliniana

- Villa Plinianina[44]
- Villa Pliniana[45]
- Villa Tanzi Taverna[46]
- Villa Mia (1899)[47]
- Villa Zita[35]
- Villa La Romantica,[48] già appartenuta a Raffaele Calzini.[49]
- Porta di Travaina[50]

## Società

### Evoluzione demografica

#### Demografia pre-unitaria
- 1652: 351 abitanti[32]
- 1751: 520 abitanti[9]
- 1771: 669 abitanti[17]
- 1799: 812 abitanti[18]
- 1805: 760 abitanti[18]
- 1809: 1 608 abitanti (dopo l'annessione di Blevio e Molina)[18]
- 1853: 652 abitanti[51]

#### Demografia post-unitaria
Abitanti censiti

## Cultura
Cesare Cantù ha ambientato a Torno una novella in rima (I morti di Torno) che parla di giovani promessi sposi annegati nel lago.

## Geografia antropica

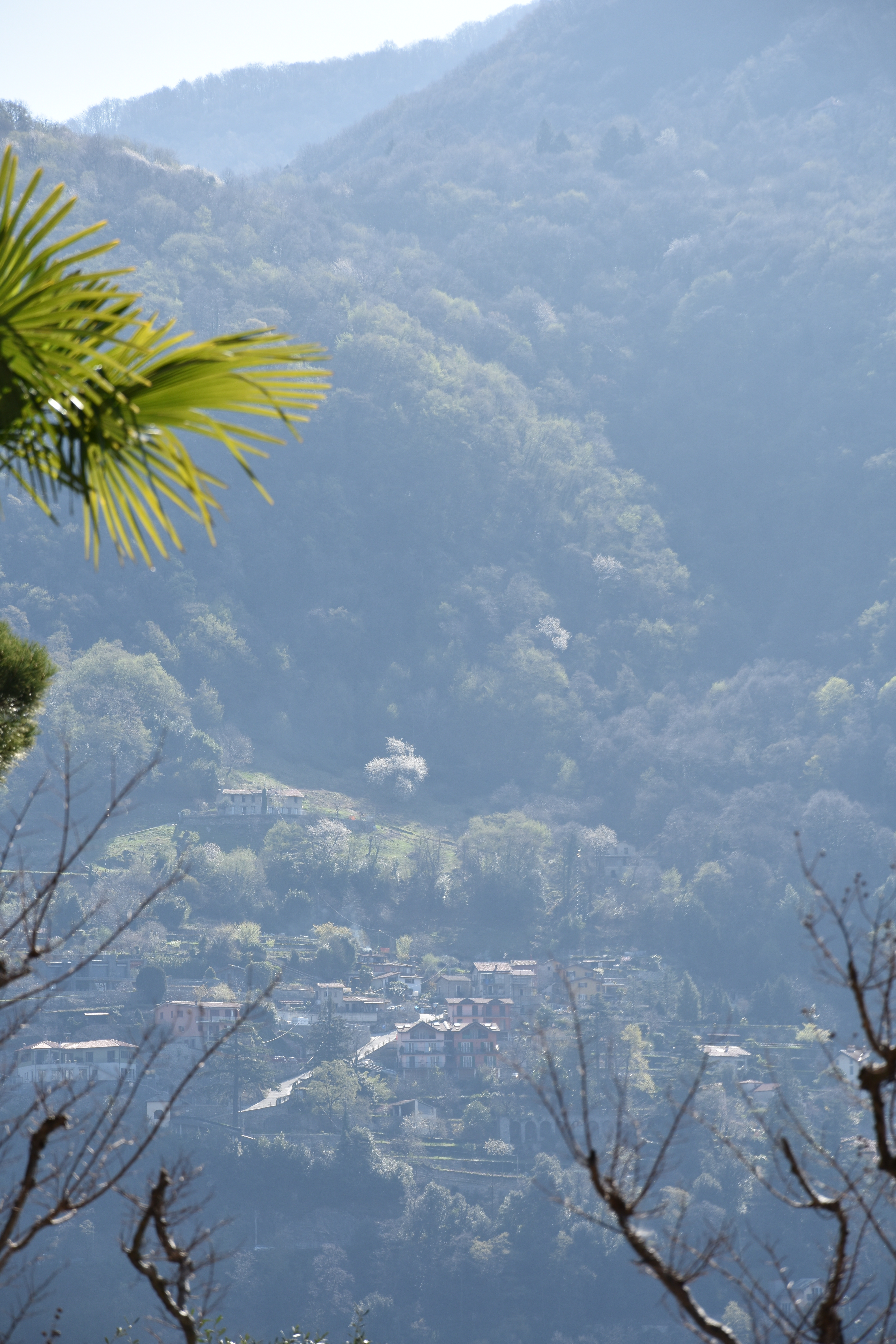
Rasina vista dalla sponda opposta del lago

Secondo lo Statuto, il comune non comprende frazioni, tuttavia riconosce le seguenti località:
- Loc. Centro Abitato
- Loc. Rasina
- Loc. Perlasca
- Loc. Montepiatto
- Loc. Piazzaga

## Galleria d'immagini

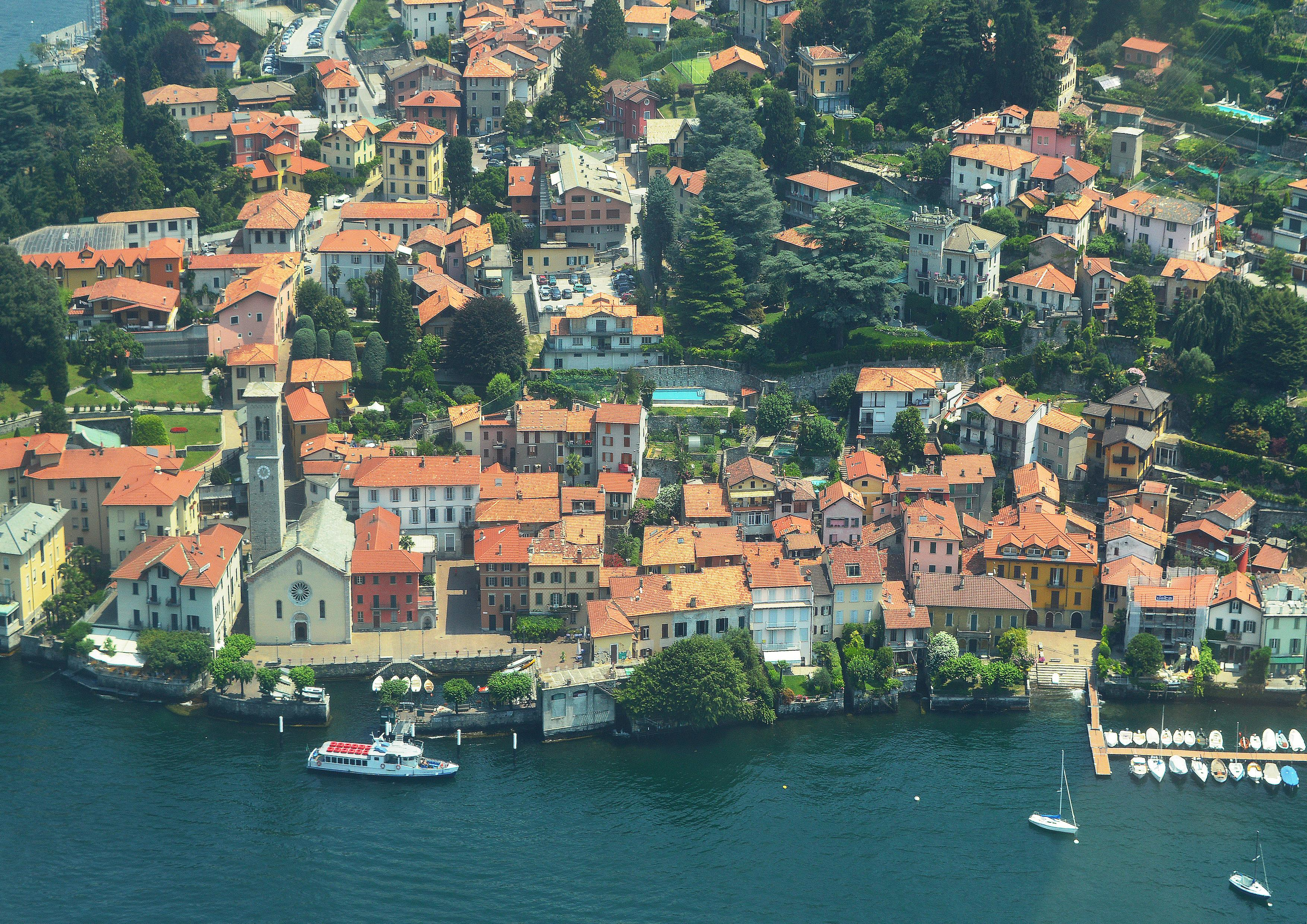
Panoramica di Torno
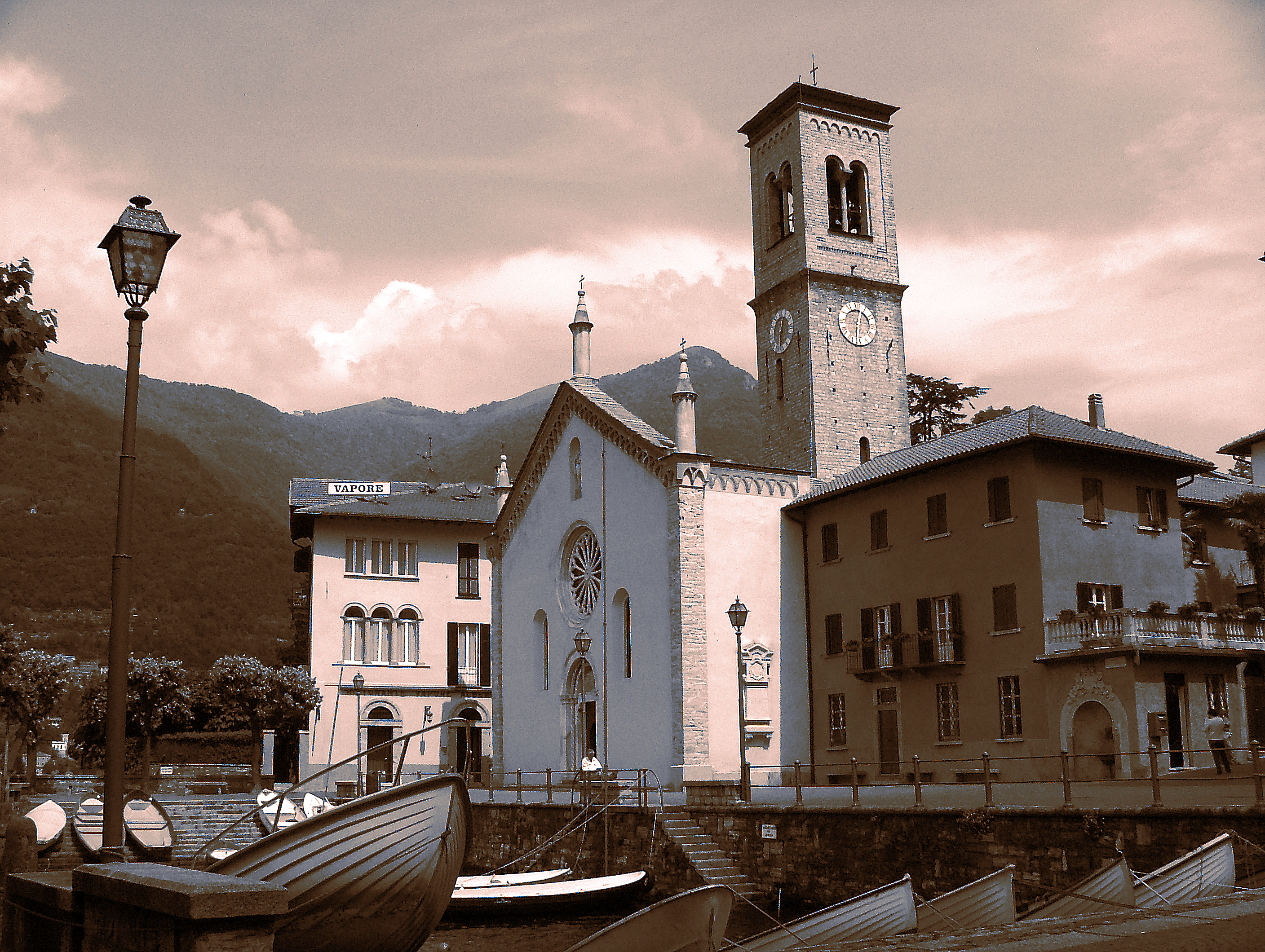
Parrocchiale Santa Tecla e porticciolo
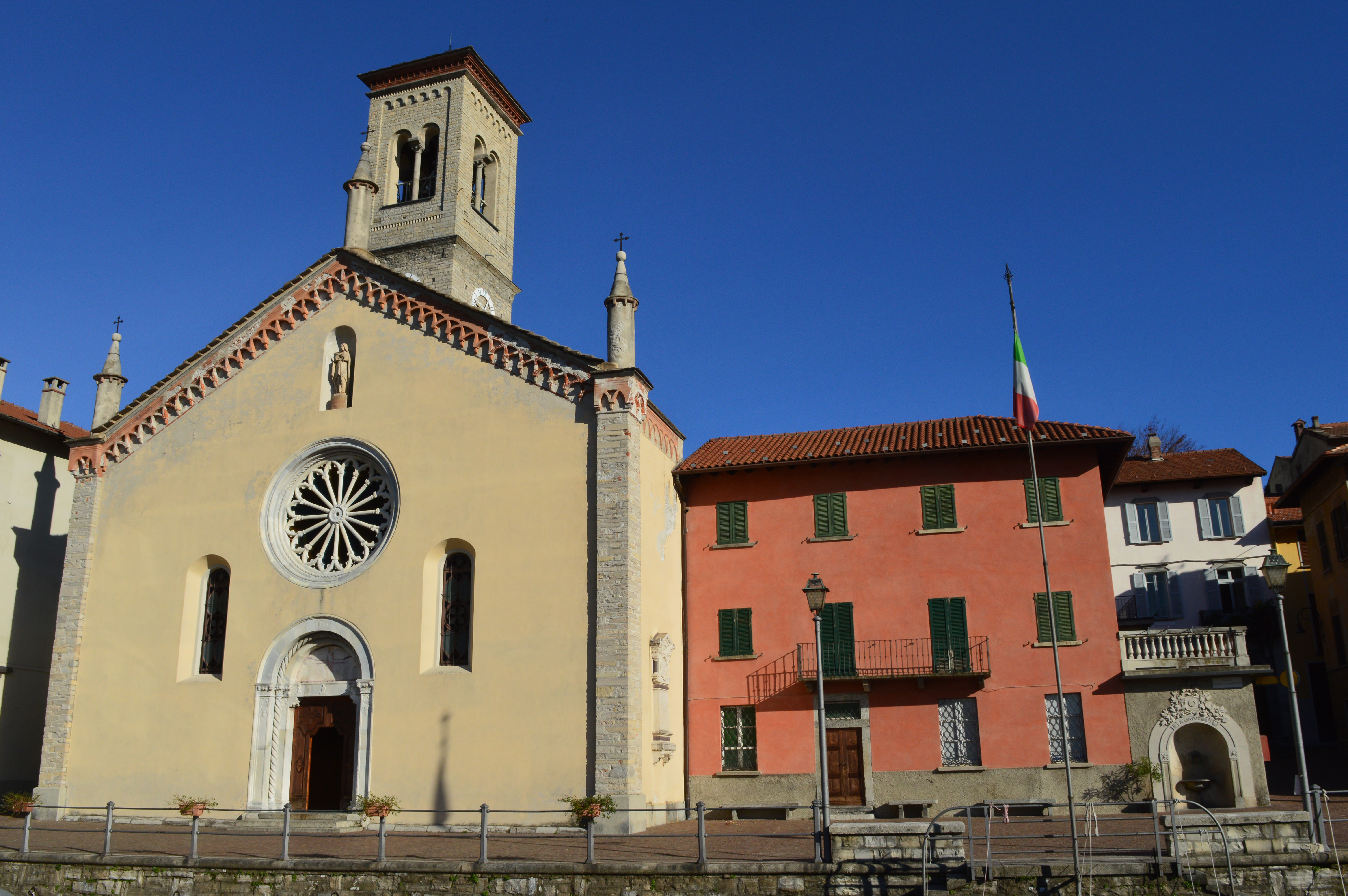
Parrocchiale Santa Tecla

### Annotazioni
1. ↑  Per il dialetto comasco, si utilizza l'ortografia ticinese, introdotta a partire dal 1969 dall'associazione culturale Famiglia Comasca nei vocabolari, nei documenti e nella produzione letteraria.

### Fonti
1. 1 2   Bilancio demografico mensile anno 2025 (dati provvisori), su demo.istat.it, ISTAT.
2. 1 2  
Comune di Torno - Statuto
3. ↑   Classificazione sismica (XLS), su rischi.protezionecivile.gov.it.
4. ↑   Tabella dei gradi/giorno dei Comuni italiani raggruppati per Regione e Provincia (PDF), in Legge 26 agosto 1993, n. 412, allegato A, Agenzia nazionale per le nuove tecnologie, l'energia e lo sviluppo economico sostenibile, 1º marzo 2011,  p. 151. URL consultato il 25 aprile 2012 (archiviato dall'url originale il 1º gennaio 2017).
5. ↑   AA. VV., Dizionario di toponomastica. Storia e significato dei nomi geografici italiani., Milano, Garzanti, 1996,  p. 658, ISBN 88-11-30500-4.
6. ↑   Comune di Torno, su comune.torno.co.it. URL consultato il 5 febbraio 2020.
7. 1 2 3 4   Comune di Torno, su comune.torno.co.it. URL consultato il 6 febbraio 2020.
8. 1 2 3 4 5 6 7 8 9 10 11 12   Comune di Torno, su comune.torno.co.it. URL consultato il 6 febbraio 2020.
9. 1 2 3 4 5   Comune di Torno, sec. XIV - 1757 – Istituzioni storiche – Lombardia Beni Culturali, su lombardiabeniculturali.it. URL consultato il 19 maggio 2020.
10. 1 2 3 4 5  Borghese, p. 416.
11. ↑  Berra, p. 152.
12. 1 2 3 4  Bartolini, p. 286.
13. ↑  Bonacina, p. 10.
14. ↑  AA. VV., Il Duomo di Como, p. 12.
15. ↑  Belloni et al., p. 26.
16. 1 2 3 4 5 6 7  TCI, Guida d'Italia [...], p. 310.
17. 1 2   Comune di Torno, 1757 - 1797 – Istituzioni storiche – Lombardia Beni Culturali, su lombardiabeniculturali.it. URL consultato il 19 maggio 2020.
18. 1 2 3 4   Comune di Torno, 1798 - 1815 – Istituzioni storiche – Lombardia Beni Culturali, su lombardiabeniculturali.it. URL consultato il 19 maggio 2020.
19. ↑   Comune di Blevio, 1816 - 1859 – Istituzioni storiche – Lombardia Beni Culturali, su lombardiabeniculturali.it. URL consultato il 28 aprile 2020.
20. ↑  Molina
21. 1 2 3   Comune di Torno, su comune.torno.co.it. URL consultato il 6 febbraio 2020.
22. 1 2 3   Da Nesso a Blevio, 1968.
23. ↑   Torno, su Stemmi dei Comuni della Provincia di Como.
24. ↑   Parrocchia di Santa Tecla, sec. XVI - [1989] – Istituzioni storiche – Lombardia Beni Culturali, su lombardiabeniculturali.it. URL consultato il 19 maggio 2020.
25. ↑   Chiesa di S. Tecla - complesso, Piazza Guido Casartelli - Torno (CO) – Architetture – Lombardia Beni Culturali, su lombardiabeniculturali.it. URL consultato il 19 maggio 2020.
26. ↑   Chiesa di Santa Tecla - Torno, su comoeilsuolago.it. URL consultato il 4 febbraio 2020.
27. ↑   Chiesa di S. Giovanni - complesso, Piazza San Giovanni - Torno (CO) – Architetture – Lombardia Beni Culturali, su lombardiabeniculturali.it. URL consultato il 19 maggio 2020.
28. ↑   RomaniCOMO, su romanicomo.it. URL consultato il 4 febbraio 2020.
29. 1 2  Bartolini, p. 285.
30. ↑  Bartolini, p. 287.
31. ↑   Il Santo Chiodo, su romanicomo.it. URL consultato il 4 febbraio 2020.
32. 1 2  Berra, p. 153.
33. ↑   Sant'Elisabetta - www.triangololariano.it, su triangololariano.it. URL consultato il 4 febbraio 2020.
34. 1 2 3 4 5   Torno: nuovo splendore per la chiesa di Sant’Elisabetta a Montepiatto, su Settimanale della Diocesi di Como, 23 gennaio 2024. URL consultato il 26 gennaio 2024.
35. 1 2 3 4  Berra, p. 151.
36. ↑  Trabella, cap. 45.
37. ↑  Bartolini, p. 71.
38. ↑  Bartolini, p. 73.
39. ↑   I Massi erratici e gli Avelli di Torno - www.triangololariano.it, su triangololariano.it. URL consultato il 4 febbraio 2020.
40. ↑  Bartolini, p. 53.
41. ↑  Bartolini, p. 67.
42. 1 2   Pro Loco Torno, Pro Loco di Torno (lago di Como) [collegamento interrotto], su prolocotorno.it. URL consultato il 5 febbraio 2020.
43. ↑  Bartolini, p. 84.
44. ↑   Villa Plinianina, Via Pliniana - Torno (CO) – Architetture – Lombardia Beni Culturali, su lombardiabeniculturali.it. URL consultato il 19 maggio 2020.
45. ↑   La Pliniana - complesso, Via Cesare Poggi, 29 - Torno (CO) – Architetture – Lombardia Beni Culturali, su lombardiabeniculturali.it. URL consultato il 19 maggio 2020.
46. ↑   Villa Taverna - complesso, Via Roma, 1 - Torno (CO) – Architetture – Lombardia Beni Culturali, su lombardiabeniculturali.it. URL consultato il 19 maggio 2020.
47. ↑   Villa Mia, Via Torrazza, 5 - Torno (CO) – Architetture – Lombardia Beni Culturali, su lombardiabeniculturali.it. URL consultato il 19 maggio 2020.
48. ↑  Berra, pp. 153-154.
49. ↑  Berra, p. 154.
50. ↑   Porta di Travaina, Via per Piazzaga - Torno (CO) – Architetture – Lombardia Beni Culturali, su lombardiabeniculturali.it. URL consultato il 19 maggio 2020.
51. ↑   Comune di Torno, 1816 - 1859 – Istituzioni storiche – Lombardia Beni Culturali, su lombardiabeniculturali.it. URL consultato il 19 maggio 2020.
52. ↑  Dati tratti da:
  -  Popolazione residente dei comuni. Censimenti dal 1861 al 1991 (PDF), su ebiblio.istat.it, ISTAT.
  -  Popolazione residente per territorio – serie storica, su esploradati.censimentopopolazione.istat.it.
Nota bene: il dato del 2021 si riferisce al dato del censimento permanente al 31 dicembre di quell'anno.